# Аналіз зисків і витрат
Ана́ліз зи́сків і ви́трат (англ. cost-benefit analysis) — Методика економічної оцінки, яка застосовується при прийнятті рішень і дозволяє визначити у грошових одиницях як переваги (зиски), так і недоліки (витрати), пов'язані з певним проектом чи політикою.